# Танимбар
Острова Танимбар (индон. Kepulauan Tanimbar) — группа островов, которые расположены между Арафурским морем и морем Банда в Тихом океане. Архипелаг входит в состав индонезийской провинции Малуку. Общая площадь островов составляет 5430 км².

## География
Крупнейшие острова[уточнить]:
- Ямдена (Yamdena) — 2981 км²,
- Селару (Selaru) — 775 км²,
- Ларат (Larat) — 515 км²,
- Селу (Selu) — 230 км²,
- Вулиару (Waliaru) — 220 км².

Наивысшая точка высотой примерно 600 м расположена на острове Лаибобар.

## Геология
Острова Танимбар сложены из третичных слоев и окружены особенно на западе многочисленными коралловыми рифами[стиль].

## Фауна и флора
На островах Танимбар наблюдается сильное влияние австралийской флоры и фауна, часть из которых является эндемиками. Так только здесь обитает, к примеру, очень редкая сипуха Tyto sororcula, которую до сих пор никто не встретил в природе и которая была научно описана только по шкуркам[стиль]. Из других птиц можно отметить какаду Гоффина, синеухого красного лори, Cettia carolinae, Megapodius tenimberensis, Aplonis crassa и Zoothera machiki.

## Население
Административный центр Саумлаки с населением в 10 000 жителей, расположенный на острове Ямдена является наиболее населённым среди других островов. Имеется небольшой аэропорт, удобная гавань. Из-за беспорядков на острове Амбон многие христиане бежали в Саумлаки. Большинство населения состоит из протестантов.